# Apocryptophagus agraensis
Apocryptophagus agraensis is een vliesvleugelig insect uit de familie Torymidae. De wetenschappelijke naam is voor het eerst geldig gepubliceerd in 1953 door Joseph.